# Anolis fuscoauratus
Anolis fuscoauratus é uma espécie de lagarto da família Dactyloidae.
-